# Фудель, Сергей Иосифович
Серге́й Ио́сифович Фу́дель (31 декабря 1900 (13 января 1901), Москва — 7 марта 1977, Покров, Владимирская область) — православный богослов, философ, духовный писатель, литературовед. Неоднократно репрессирован по политическим мотивам, был в лагерях и ссылках.

## Биография
Родился в семье священника московской Бутырской тюрьмы Иосифа Фуделя. В 1917 году окончил 5-ю Московскую гимназию, после чего с 1918 по 1920 год учился на историко-филологическом факультете Московского университета, — на философском отделении; затем служил в армии, учился в Высшей военно-педагогической школе на отделении русского языка и литературы.
23 июля 1922 года был арестован за антиобновленческую деятельность и в декабре был отправлен в Усть-Сысольск, куда прибыл в январе 1923 года, а затем в Княж-Погост Усть-Вымского уезда, где отбывал ссылку до апреля 1925 года.
23 июля 1923 года в комнате ссыльного епископа Ковровского Афанасия (Сахарова) Сергей Фудель венчался с Верой Максимовной Сытиной (1901—1988), которая, будучи его невестой, поехала вместе с ним из Москвы в ссылку; 26 мая 1924 года у них родился сын Николай.
В 1925—1932 годах семья Фуделей жила в Москве; Сергей работал старшим научным сотрудником Института плодоовощной промышленности; 11 ноября 1931 года родилась дочь Мария.
1 января 1933 года был снова арестован и приговорён к трём годам ссылки по обвинению в «антисоветской агитации», а также «недонесении о контрреволюционном преступлении» и в феврале отправлен в Явенгу, а 30 мая сослан на лесозаготовки в лагерь под Вельском, в июле переведён в Вологду, где находился в ссылке до января 1936 года.
После Вологды до 1942 года семья Фуделей жила в Загорске, где Сергей работал бухгалтером в артели, а затем — на заводе.
11 июля 1941 года родилась дочь Варвара. В это время их дом был местом проведения тайных богослужений и пристанищем скрывавшихся от преследования священнослужителей, как, например, архимандрит Серафим (Битюгов).
Во время Великой Отечественной войны, до августа 1945 года, Фудель служил рядовым в железнодорожных войсках в охране воинских грузов.
17 мая 1946 года был арестован в третий раз по делу об «антисоветском церковном подполье» и 30 ноября приговорён к пятилетней ссылке, которую отбывал сначала в Минусинске (по август 1947 или по сентябрь 1948 года), затем, до июля 1951 года, в селе Большой Улуй Красноярского края. По окончании ссылки Фудели жили в Усмани (до осени 1962 года), где Сергей работал счетоводом в артели «Красное знамя» и подрабатывал частными уроками английского языка.
С 1955 года началась литературная деятельность Сергея Фуделя. Первая работа, «Моим детям и друзьям», была закончена в 1956 году, в 1957, в первоначальной редакции — «Путь отцов», в 1959—1961 гг. — «Церковь верных», «Свет Церкви», «Соборность Церкви и экуменизм». Характер и направленность творчества Фуделя делало его произведения заведомо запрещёнными.
В ноябре 1962 года семья переехала в Покров, где Фудель служил псаломщиком в Покровском храме. В это время он выполнял также переводы для издательского отдела Московской патриархии. В Покрове, в 1963 году была закончена книга «Наследство Достоевского», началась работа над книгой о Павле Флоренском «Начало познания Церкви» (была издана в 1972 году в Париже издательством «YMCA-Press» без ведома автора под псевдонимом Ф. Уделов). В 1970-е годы в самиздате появились его книги «Священное Предание», «Причастие вечной жизни», «У стен Церкви», «Славянофильство и Церковь», «Записки о литургии и Церкви».
Сергей Фудель скончался в Покрове 7 марта 1977 года от злокачественного заболевания лимфатических узлов; 9 марта похоронен на покровском городском кладбище. 9 сентября 2017 года останки Сергея Фуделя и его супруги Веры были перенесены на территорию городского Покровского храма.

## Основные идеи и жизненная позиция
Свою жизнь Сергей Иосифович видел не как нескончаемую череду несчастий и злоключений, а как должное, идущий за Христом должен нести крест:

В каком-то смысле я умираю в бесплодии. Тем не менее, это странным образом уживается во мне с благодарностью за жизнь и, что ещё удивительней, с надеждой на прощение.— С. И. Фудель. «Воспоминания»
Церковь для Сергея Фуделя была местом общения, местом собрания людей, преодоления одиночества:

Он чувствовал необходимость передать то ощущение, которое он сам имел — Церкви как света, Церкви как общества святых. Именно это, как он считал, позволит победить образ её тёмного двойника, который иногда возникает от видения церкви в истории. Он сам был членом церкви и помогал другим жить в ней с терпением, радостью и надеждой.— А. М. Копировский
С. Фудель рассматривал литургию как квинтэссенцию Церкви, выражение её сути:

Литургия стоит в центре христианства, а в центре литургии — «Агнец, закланный от создания мира» (Откр. 13, 8)— С. И. Фудель. «Записки о литургии и Церкви»
Сергей Фудель постоянно поддерживал и развивал идею монастыря в миру как противопоставление разделению жизни в вере и жизни в мире. Из письма епископа Афанасия (Сахарова) Сергею Иосифовичу в конце 50-х годов:

Милость Божия буди с Вами, милый и дорогой мой Серёженька… Господь да поможет Вам шествовать «путём Отцов»… Идея «монастыря в миру» для меня особенно дорога, и пропаганду её я считаю совершенно необходимой… Ваша книга — богословское обоснование «монастыря в миру»… С любовью обнимаю Вас и лобызаю, и паки прошу прощения. Спасайтесь о Господе. С любовью, богомолец Ваш, епископ Афанасий.— С. И. Фудель. «Воспоминания»

## Семья
- Отец — известный московский священник, богослов Иосиф Иванович Фудель (1865—1918), мать — Евгения Сергеевна, урождённая Емельянова (1864—1927).
- Сестра — Мария Иосифовна Фудель (1892—1949), была замужем за адвокатом Фёдором Акимовичем Волькенштейном[18][19].
- Сестра — Нина Иосифовна Ильина (1893—1971).
- Сестра — Лидия Иосифовна Фудель (1895—1933), была замужем за художником Николаем Сергеевичем Чернышёвым (1898—1942).
- Супруга — Вера Максимовна Фудель (Сытина), внучка А. Д. Свербеева[20].
- Дети:
  - сын — педагог и писатель (псевдоним — Николай Плотников) Николай Фудель (1924—2002)[21]
  - дочь Мария Сергеевна Желновакова[22] (1931—2011)
  - дочь Варвара Сергеевна Фудель (1941—2015).

## Книги и публикации
- Моим детям и друзьям, 1956.
- Воспоминания, 1956—1975.
- Путь отцов, 1957.
- Наследство Достоевского, 1963.
- Воспоминания об о. Николае Голубцове, 1963.
- Начало познания Церкви, 1972.

1959—1961:
- Церковь верных
- Свет Церкви
- Соборность Церкви и экуменизм

1970-е (самиздат):
- Славянофильство и Церковь
- Записки о литургии и Церкви
- Священное Предание
- Причастие вечной жизни
- У стен Церкви

## Прочие сведения
- Венчал С. Фуделя его духовный отец и известный церковный деятель протоиерей Валентин Свенцицкий. На венчании Сергея Фуделя и Веры Сытиной присутствовали три архиерея: два епископа — Афанасий (Сахаров), Николай (Добронравов) и архиепископ Фаддей (Успенский)[23].
- Сергей Фудель был одним из любимых писателей Александра и Натальи Солженицыных[2].
- Рукопись «Наследства Достоевского» готовили к печати Людмила Ивановна Сараскина[24] и Никита Струве[25].
- Фудель знал семь языков, в том числе английский, его супруга — пять[8].

22 ноября 2023 года в Православном Свято-Тихоновском гуманитарном университете состоялась презентация сборника писем и стихов Сергея Фуделя «Весенний воздух вечности» (Издательство ПСТГУ, 2023), содержащая полное собрание писем известного христианского мыслителя XX века, которые он писал разным адресатам в 1923—1977 гг. В сборник включены также все стихотворения Сергея Фуделя, ранее публиковавшиеся только частично.

## Публикации
- Об о. Павле Флоренском. — 2-е изд. — Paris: YMCA-press, 1988. — 133 с. : портр. — ISBN 2-85065-152-4
- Записки о Литургии и Церкви; [предисл. В. Воробьева; прим. Ю. С. Терентьева]. — М.: Изд-во Православ. Свято-Тихонов. богослов. ин-та, 1996. — 114 с. : портр. — ISBN 5-7429-0020-1
- Путь отцов. — [М.]: Сретенский монастырь, 1997. — 431,[1] с.
- Наследство Достоевского; [общ. ред., вступ. ст., с. 7—28, подгот. текста и прим. Л. И. Сараскиной]. — М.: Русский путь, 1998. — 285,[1] с. : ил. — ISBN 5-85887-025-2.
- Фудель С. И. Собрание сочинений в 3 т / сост. и комм. прот. Н. В. Балашова, Л. И. Сараскиной; предисл. прот. В. Н. Воробьёва. — М.: Русский путь, 2001. — Т. 1. — 648 с. — ISBN 5-85887-086-4.
- Фудель С. И. Собрание сочинений в 3 т / сост., подгот. текста и комм. прот. Н. В.Балашова. — М.: Русский путь, 2003. — Т. 2. — 448 с. — ISBN 5-85887-087-2.
- Фудель С. И. Собрание сочинений в 3 т / сост., подгот. текста и комм. прот. Н. В. Балашова, Л. И. Сараскиной. — М.: Русский путь, 2005. — Т. 3. — 456 с. — ISBN 5-85887-120-8.
- Црква и њен тамни двоjник; прев.: Родољуб Лазић. — Стари Бановци [и др.] : Бернар, 2009. — 97, [2] с. — ISBN 978-86-87993-05-1. — (Библиотека: Тихи глас).
- Воспоминания / [протоиер. Н. В. Балашов. сост.]. — М.: Русский путь, 2009. — 201, [1] с. — ISBN 978-5-85887-323-5
  - Воспоминания. — М.: Русский путь, 2012. — 207 с. — ISBN 978-5-85887-395-2.
  - Воспоминания. — Сергиев Посад: Свято-Троицкая Сергиева лавра; Русский путь, 2016. — 201, [6] с. — ISBN 978-5-00-009126-5. — 3000 экз.
- Записки о литургии и церкви / [сост. подгот. текста, вступ. ст., прим. протоиер. Н. В. Балашова]. — М.: Русский путь, 2009. — 104, [1] с. — ISBN 978-5-85887-324-2
  - Записки о литургии и Церкви. — М.: Русский путь, 2012. — 112 с. — ISBN 978-5-85887-397-6.
- Наследство Достоевского. — М.: Русский путь, 2016. — 340 с. — ISBN 978-5-85887-458-4.
- Путь отцов. — М.: Русский путь, 2012. — 352 с. — ISBN 978-5-85887-401-0.
  - Путь Отцов / [сост., подгот. текста, вступ. ст., прим. протоиерей Н. В. Балашов]. — М.: Русский путь, 2012. — 339, [3] с. — ISBN 978-5-85887-401-0
- У стен Церкви; Моим детям и друзьям / [сост., подгот. текста, вступ. ст., прим. протоиер. Н. В. Балашова]. — М.: Русский путь, 2009. — 263, [1] с. — ISBN 978-5-85887-322-8
  - У стен Церкви. Моим детям и друзьям / сост., подгот. текста, вступ. ст. и прим. прот. Н. В. Балашова. — М.: Русский путь, 2012. — 272 с. — ISBN 978-5-85887-396-9.
  - У стен Церкви; Моим детям и друзьям / [сост., подгот. текста, вступ. ст., прим. прот. Н. В. Балашова]. — Сергиев Посад: Свято-Троицкая Сергиева Лавра; М.: Русский путь, 2016. — 263, [1] с. — ISBN 978-5-00-009125-8. — 3000 экз.
- Церковь верных. — М.: Русский путь, 2012. — 208 с. — ISBN 978-5-85887-402-7.
- «Весенний воздух Вечности» : Письма (1923—1977). Стихотворения / предисл. прот. Н. В. Балашов, Л. И. Сараскина; сост., ред., коммент. Д. Д. Черепанов. — Москва : Изд-во ПСТГУ, 2023. — 766 с. — ISBN 978-5-7429-1533-1